# Siegfried Knappe
Siegfried Knappe (Brunsbuettelkoog, 15 de gener de 1917 – Cincinnati, 1 de desembre de 2008) va ser un oficial nazi de la Wehrmacht Heer. Al final de la guerra estava destinat a Berlín i va escriure un diari al Führerbunker.
El 1941, va rebre la Creu de Ferro de primera classe. Al final de la guerra va estar a Berlín sota les ordres del General Helmuth Weidling.
Després de la guerra va estar cinc anys empresonat a Rússia i va tornar a Alemanya Occidental el 1949, després emigrà als Estats Units, Ohio. Allà va escriure les seves memòries publicades amb el títol Soldat: Reflections of a German Soldier, 1936-1949.
La pel·lícula Der Untergang, sobre els darrers dies de Hitler en gran part està basada en les memòries de Knappe.